# Kristen Stewart
Kristen Jaymes Stewart, ameriška filmska in televizijska igralka, * 9. april 1990, Los Angeles, Kalifornija, Združene države Amerike.
Trenutno je najbolj znana po vlogi Belle Swan iz filmov Somrak (2008), Mlada luna (2009) in Mrk (2010), sicer pa je imela vloge tudi v filmih, kot so Soba za paniko (2002), Zathura: Vesoljska avantura (2005), V deželi žensk (2007), Glasniki zla (2007), Lunapark (2009) in The Runaways (2010). Bello Swan bo upodobila tudi v filmih, posnetih po romanu Jutranja zarja.

## Zgodnje življenje
Kristen Jaymes Stewart se je rodila v Los Angelesu, Kalifornija, Združene države Amerike, kjer je tudi odraščala. V otroštvu je nekaj let sicer preživela v Coraldu in Pennsylvaniji, vendar se je s starši nazadnje preselila nazaj v Los Angeles, kjer živi še danes. Njen oče, John Stewart, je gledališki menedžer in televizijski producent, ki je med drugim sodeloval tudi s podjetjem Fox. Njena mama, Jules Mann-Stewart, je nadzornica iz Maroochydoreja, Queensland, Avstralija. Ima starejšega brata, Camerona Stewarta ter dva posvojena brata po imenu Dana in Taylor. Do sedmega razreda se je šolala v javni šoli, potem pa je s šolanjem nadaljevala preko dopisovanja. Do zdaj je srednjo šolo že končala.

## Kariera

### Začetek kariere (1999–2001)
Kristen Stewart je s svojo igralsko kariero začela v starosti osem let, ko je igrala v šolski igri, ki jo je njena šola priredila za božič. Njena celotna družina (mama, oče in trije starejši bratje) dela v filmski industriji in tudi Kristen Stewart je najprej mislila, da bo postala scenaristka in režiserka, nikoli pa se ni videla kot igralka. »Nikoli si nisem želela biti v središču pozornosti - nisem bila tiste vrste otrok, ki bi rekel: 'Želim si biti slaven, želim si postati igralec.' Nikoli nisem iskala poti do igranja, vendar sem vseeno vedno vadila svoj avtogram, saj obožujem pisala. Svoje ime bi napisala na karkoli.«
Po letu avdicij je Kristen Stewart dobila vlogo v prvem filmu. Njena prva filmska vloga, ki je bila sicer precej nepomembna, je prišla na vrsto leta 1999 v Disney Channelovem filmu Trinajsto leto. Kasneje je dobila še eno vlogo in sicer vlogo »dekleta, ki vrže obroč« v filmu Kremenčkovi 2. Leta 2001 je dobila svojo prvo pomembnejšo vlogo, vlogo Sam Jennings, fantovske hčerke samohranilske matere z veliko težavami (upodobila jo je Patricia Clarkson), v filmu Varne stvari.

### Preboj (2002–2007)
Leta 2002 je Kristen Stewart doživela svoj preboj s svojo prvo glavno vlogo v filmu in sicer z vlogo Sarah Altman, diabetične hčerke ločene matere (Jodie Foster) v filmu Soba za paniko. Vloga je sicer najprej pripadala leto dni starejši igralki Hayden Panettiere, vendar jo je slednja zavrnila in tako jo je dobila Stewartova. Tako film kot Kristen Stewart sama sta dobila več pohval kot kritik in po tem filmu je Kristen Stewart pritegnila tudi medijsko in filmsko pozornost ter dobivala v glavnem pozitivne ocene. Za svoj nastop v filmu je Kristen Stewart prejela nominacijo za nagrado Young Artist Award.
Po Sobi za paniko je Kristen Stewart leta 2003, torej naslednje leto, dobila še eno vlogo v trilerju in sicer v filmu Hudičevo žrelo, kjer je igrala hčerko likov Dennisa Quaida in Sharon Stone; film ni zaslužil veliko. Za nastop je ponovno prejela nominacijo za nagrado Young Artist Award. Kasneje so razkrili, da se je v tistem času zaradi svojega nenavadnega urnika morala začeti šolati doma, kar je vplivalo na njene ocene. Dejala je: »Doma sem se začela šolati, ker so me učitelji razočarali. Mislim, da je šlo samo za zamero - več dela sem opravljala zanje. Vendar je šolanje doma enkratno; učiš se lahko tisto, kar se želiš učiti, s čimer postanete bolj navdušeni nad tem, kar počnete.«
Za tem je leta 2004 poleg Corbina Bleuja in Maxa Thieriota igrala v komičnem filmu Zgrabite ga. Dobila je tudi vlogo Lile v filmu Vse za čast. Do danes je njena najbolj kritično odmevna vloga vloga Melinde Sordino v televizijskem filmu Povej, posnetem po istoimenskem romanu pisateljice Laurie Halse Anderson. Kristen Stewart, ki je bila v času snemanja filma stara trinajst let, je v njem igrala najstnico Melindo Sordino, ki obiskuje prvi razred srednje šole in se mora soočiti z vebralnim nasiljem po tem, ko je bila posiljena. Za vlogo je dobila veliko pohval za način igranja, saj je, kljub temu, da je imela dokaj malo besedila, film ohranjala napetost v filmu ter mešanico temnega in živahnega sloga.
Leta 2005 se je Kristen Stewart pojavila v fantazijsko-avanturističnem filmu Zathura: Vesoljska avantura, kjer je igrala Liso, neodgovorno starejšo sestro dveh majhnih fantkov, ki med igranjem družabne igre z imenom Zathura njihovo hišo po nesreči izstrelita v vesolje, kjer slednja nenadzorovano kroži. Film je v glavnem prejel kritike, njen nastop pa ni pritegnil dosti medijske pozornosti, saj je bil njen lik med filmom nekaj časa zamrznjen. Naslednje leto je dobila vlogo Maye v filmu Krvoločni ljudje, ki ga je režiral Griffin Dunne. Po tem filmu je dobila glavno vlogo, vlogo Jess Solomon v filmu o nadnaravnih pojavih z naslovom Glasniki zla.
Leta 2007 je Kristen Stewart igrala najstnico Lucy Hardwicke v filmu V deželi žensk, romantični drami, v kateri sta igrala tudi Meg Ryan in zvezdnik iz televizijske serije O.C., Adam Brody. Tako ona sama kot film sta prejela mešane ocene. Istega leta je Kristen Stewart igrala v kritično odmevnem filmu Seana Penna z naslovom V divjini. Za svojo upodobitev Tracy - najstniške pevke, ki se je zaljubila v avanturista Christopherja McCandlessa - je dobila večinoma same pozitivne kritike. Salon.com je njen nastop opisal kot »zelo čustven«, Chicago Tribune pa je napisal, da je »nastopila zelo dobro, živo skupaj z orisom vloge.« Prejela pa je tudi nekaj kritik, kot na primer opis njenega nastopa s strani revije Variety oziroma njenega kritika Dennisa Harveyja, ki je napisal: »Bilo je očitno, da naj bi Stewartova upodobila hipijevsko najstnico, vendar je slednja popolnoma brez okusa.« Po filmu V divjino je Kristen Stewart še istega leta dobila tudi manjše vloge v filmih Skakač in Kaj se je zgodilo, ki je izšel oktobra 2008. Zaigrala je tudi v neodvisnem filmu The Cake Eaters, ki je bil predvajan samo na nekaterih filmskih festivalih.

### SerijaSomrakin zdajšnji projekti (2008–danes)
16. novembra 2007 je Summit Entertainment potrdil, da je vlogo Isabelle »Belle« Marie Swan v filmu Somrak dobila Kristen Stewart. Film je temeljil na istoimenski knjižni uspešnici pisateljice Stephenie Meyer. Kristen Stewart je snemala film Lunapark, ko jo je režiserka filma, Catherine Hardwicke, obiskala za njeno neuradno avdicijo, s katero jo je Stewartova »očarala«. Igrala je poleg Roberta Pattinsona, ki je dobil vlogo Edwarda Cullena, Bellinega vampirskega fanta. Snemanje filma se je začelo februarja 2008 in končalo maja tistega leta. Somrak je izšel 21. novembra 2008. Filmski kritiki so ji za upodobitev Belle Swan dodelili mešane ocene - nekateri so jo označili za »idealno izbiro« in jo hvalili zaradi upodobitve »Belline nenavezanosti in hkrati hrepenenja po Edwardu«, drugi pa so kritizirali njeno »leseno« igranje in pomanjkanje raznolikosti v obrazni mimiki, ki so ga opisali kot »prazno«. Ob izidu filma Somrak je bila za svojo upodobitev Belle Swan nagrajena z nagrado MTV Movie Award v kategoriji za »najboljši ženski nastop«. S filmom Somrak je zaslužila 2 milijona ameriških dolarjev.
Kristen Stewart je Bello Swan ponovno upodobila v nadaljevanju filma Somrak, filmu Mlada luna, ki je izšel leta 2009. Za svoj nastop v tem filmu je prejela veliko več hvale kot za svoj nastop v prvem filmu. Jordan Mintzer iz revije Variety je, na primer, napisala, da je Kristen Stewart »duša in srce filma« in pohvalila »tako globino kot težo njenega dialoga … ki zveni kot tipične besede navadnega dekleta in kot malo manj obetavna igralka je Bello naredila resnično«, in tudi ostali kritiki, ki so filmu sicer dodelili zelo slabe ocene, so menili, da je lik s svojim nastopom naredila »svetlejšega«. Bello Swan je ponovno upodobila tudi leta 2010 v filmu Mrk.
Kristen Stewart je bila pred kratkim nominirana za nagrado BAFTA v kategoriji za »vzhajajočo zvezdo«. Podelitev nagrad v tej kategoriji je tudi predstavila. Na 82. podelitvi Oskarjev je Kristen Stewart s svojim sodelavcem iz filma Somrak, Taylorjem Lautnerjem predstavljala grozljive filme.
Leta 2009 je Kristen Stewart snemala film The Yellow Handkerchief, ki je bil predstavljen na filmskem festivalu Sundance Film Festival, v kinematografih pa je izšel 26. februarja 2010. Produciralo ga je podjetje Samuel Goldwyn Films. Poleg Jamesa Gandolfinija je zaigrala tudi v filmu z naslovom Welcome to the Rileys, ki je januarja 2010 izšel na filmskem festivalu Sundance Film Festival.
Njena zadnja vloga je vloga legendarne rock zvezdnice Joan Jett v filmu The Runaways, filmski upodobitvi biografije istoimenske glasbene skupine. Film je režirala in napisala Floria Sigismondi. Kristen Stewart je pevko Joan Jett spoznala med novoletno pripravo za snemanje 2008–2009, ko je končala s studijskim snemanjem pesmi za film. Za film je skoraj soglasno prejela pohvale za svoj nastop s strani filmskih kritikov. Josh Tyler iz revije Cinema Blend je izrazil, da je Kristen Stewart »moderni James Dean. Uspešni nastopi v filmih, kakršen je njen nastop v filmu The Runaways, niso bili opaženi na zaslonu vse od njegove smrti. Film The Runaways je njen Rebel Without a Cause … kot Joan Jett je absolutno brilijantna.« Novinar z revije The Metro Times je napisal: »Izkaže se, da je Kristen Stewart pravzaprav izredno dobra kot ledena in zdržljiva Joan Jett, liku pa je dodala tudi potrebno ranljivost, s čimer njen nastop postane enkraten … Stewartova je v filmu pristna rock zvezda.« Tudi A.O. Scott iz revije The New York Times je napisal: »Gdč. Stewart, pozorna in nevsiljiva, filmu doda dušo.«
Skupaj z Jasonom Mewesom bo nastopila v filmu K-11, ki ga je režirala njena mama, Jules Mann-Stewart. Film so snemali v zaporu Los Angeles County in Stewartova bo upodobila moški lik. Kot Mary Lou je tudi del igralske zasedbe za prihajajoči film, posnet po kultnem klasičnem romanu Jacka Kerouaca, On the Road. Snemanje filma se je začelo v avgustu leta 2010.
Kristen Stewart je revija Vanity Fair oznanila za najbolje plačano žensko igralko v Hollywoodu, saj naj bi v letu 2010 s svojimi filmi zaslužila 28,5 milijonov $.
Marca 2011 so potrdili, da bo Kristen Stewart zaigrala glavno vlogo v filmu Sneguljčica in sedem palčkov. Snemanje se je pričelo avgusta 2011 in film naj bi izšel 12. junija 2012.

## Zasebno življenje
Kristen Stewart trenutno živi v Woodland Hillsu, Los Angeles, Kalifornija. Izrazila je željo, da bi prebivala v Avstraliji, saj je rekla: »Rada bi se šolala na kakšni univerzi v Sydneyju v Avstraliji. Moja mama je od tam.« Poleg igranja si želi oditi tudi na kolidž, kar je nekoč tudi javno povedala: »Rada bi odšla na kolidž in študirala književnost. Rada bi postala pisateljica. Mislim, saj obožujem svoj posel [igranje], vendar to ni vse, kar si želim postati. Ne želim do konca življenja ostati poklicna lažnivka.« Kristen Stewart zna igrati kitaro in peti.
Kristen Stewart je od štirinajstega leta dalje hodila z igralcem Michaelom Angaranom, zvezdnikom iz filma Sky High: Šola za junake, ki ga je spoznala na snemanju filma Povej (2004). Trenutno je že nekaj časa v zvezi s soigralcem iz filma Somrak Robertom Pattinsonom.

## Filmografija
| Leto | Film                        | Vloga                    | Opombe                           |
| ---- | --------------------------- | ------------------------ | -------------------------------- |
| 1999 | Trinajsto leto              | Dekle, ki čaka na pijačo | Nedokončano (prvi filmski pojav) |
| 2000 | Kremenčkovi 2               | Dekle, ki vrže obroč     |                                  |
| 2001 | Varne stvari                | Sam Jennings             |                                  |
| 2002 | Soba za paniko              | Sarah Altman             |                                  |
| 2003 | Hudičevo žrelo              | Kristen Tilson           |                                  |
| 2004 | Povej                       | Melinda Sordino          |                                  |
| 2004 | Zgrabite ga                 | Maddy                    |                                  |
| 2004 | Vse za čast                 | Lila                     |                                  |
| 2005 | Krvoločno ljudstvo          | Maya Osbourne            |                                  |
| 2005 | Zathura: Vesoljska avantura | Lisa                     |                                  |
| 2007 | Glasniki zla                | Jess Solomon             |                                  |
| 2007 | V deželi žensk              | Lucy Hardwicke           |                                  |
| 2007 | The Cake Eaters             | Georgia                  |                                  |
| 2007 | V divjini                   | Tracy Tatro              |                                  |
| 2007 | Cutlass                     | Mlada Robin              |                                  |
| 2008 | Skakač                      | Sophie                   |                                  |
| 2008 | Kaj se je zgodilo           | Zoe                      |                                  |
| 2008 | Somrak                      | Bella Swan               |                                  |
| 2009 | Lunapark                    | Emily »Em« Lewin         |                                  |
| 2009 | Dobrodošli pri Rileyjevih   | Mallory                  |                                  |
| 2009 | Mlada luna                  | Bella Swan               |                                  |
| 2010 | The Runaways                | Joan Jett                |                                  |
| 2010 | The Yellow Handkerchief     | Martine                  |                                  |
| 2010 | Mrk                         | Bella Swan               |                                  |
| 2011 | On the Road                 | Marylou                  | Post-produkcija                  |
| 2011 | Jutranja zarja - 1. del     | Bella Swan/Cullen        | Post-produkcija                  |
| 2012 | Jutranja zarja - 2. del     | Bella Cullen             | Post-produkcija                  |
| 2012 | Sneguljčica in lovec        | Sneguljčica              | Post-produkcija                  |

## Nagrade in nominacije
| Leto | Delo                                      | Nagrada                         | Kategorija                                                      | Osvojila? | Opombe                                                |
| ---- | ----------------------------------------- | ------------------------------- | --------------------------------------------------------------- | --------- | ----------------------------------------------------- |
| 2002 | Soba za paniko                            | Young Artist Awards             | Najboljši nastop glavne mlade igralke v filmu                   | Ne        |                                                       |
| 2003 | Hudičevo žrelo                            | Young Artist Awards             | Najboljši nastop stranske mlade igralke v filmu                 | Ne        |                                                       |
| 2004 | Vse za čast                               | Young Artist Awards             | Najboljši nastop stranske mlade igralke v filmu                 | Ne        |                                                       |
| 2007 | V divjino                                 | Young Artist Awards             | Najboljši nastop stranske mlade igralke v filmu                 | Ne        |                                                       |
| 2007 | V divjino                                 | Screen Actors Guild Awards      | Izstopajoči nastop igralske zasedbe v filmu                     | Ne        | Celotna igralska zasedba                              |
| 2008 | Somrak                                    | MTV Movie Awards                | Najboljši ženski nastop                                         | Da        |                                                       |
| 2008 | Somrak                                    | MTV Movie Awards                | Najboljši poljub                                                | Da        | Skupaj z Robertom Pattinsonom                         |
| 2008 | Somrak                                    | Teen Choice Awards              | Izbira filmske igralke: drama                                   | Da        |                                                       |
| 2008 | Somrak                                    | Teen Choice Awards              | Izbira film: šminka                                             | Da        | Skupaj z Robertom Pattinsonom                         |
| 2008 | Somrak                                    | Scream Awards                   | Najboljša fantazijska igralka                                   | Da        |                                                       |
| 2008 | Somrak                                    | Scream Awards                   | Najboljša igralska zasedba                                      | Ne        |                                                       |
| 2008 | Somrak                                    | People's Choice Awards          | Najboljša filmska ekipa                                         | Da        | Skupaj z Robertom Pattinsonom in Taylorjem Lautnerjem |
| 2008 | Somrak                                    | People's Choice Awards          | Najljubša filmska igralka                                       | Ne        |                                                       |
| 2009 | Lunapark                                  | Gotham Awards                   | Najboljša igralska ekipa                                        | Ne        | Celotna igralska zasedba                              |
| 2009 | Mlada luna                                | BAFTA Awards                    | Nagrada vzhajajoče zvezde                                       | Da        |                                                       |
| 2009 | Mlada luna                                | Nickelodeon Kids' Choice Awards | Najbolj ljubek par                                              | Da        | Skupaj s Taylorjem Lautnerjem                         |
| 2009 | Mlada luna                                | Nickelodeon Kids' Choice Awards | Najbolj ljubek par                                              | Ne        | Skupaj z Robertom Pattinsonom                         |
| 2009 | Mlada luna                                | MTV Movie Awards                | Najboljši ženski nastop                                         | Da        |                                                       |
| 2009 | Mlada luna                                | MTV Movie Awards                | Najboljši poljub                                                | Da        | Skupaj z Robertom Pattinsonom                         |
| 2009 | Mlada luna                                | Zlata malina                    | Najslabši filmski par                                           | Ne        | Skupaj z Robertom Pattinsonom                         |
| 2009 | Mlada luna                                | Zlata malina                    | Najslabši filmski par                                           | Ne        | Skupaj s Taylorjem Lautnerjem                         |
| 2009 | Mlada luna                                | Teen Choice Award               | Izbira filmske igralke - Fantazija                              | Da        |                                                       |
| 2010 | The Runaways                              | Teen Choice Award               | Izbira filmske igralke - Drama                                  | Ne        |                                                       |
| 2010 | The Runaways                              | MTV Movie Awards                | Najboljši poljub                                                | Ne        | Skupaj z Dakoto Fanning                               |
| 2010 | Brazilian Kids' Choice Award              | Mrk                             | Par leta                                                        | Da        | Skupaj z Robertom Pattinsonom                         |
| 2010 | Nickelodeon Kids' Choice Award            | Mrk                             | Najljubši poljub                                                | Ne        | Skupaj s Taylorjem Lautnerjem                         |
| 2010 | Nickelodeon Australian Kids' Choice Award | Mrk                             | Najljubši poljub                                                | Ne        | Skupaj z Robertom Pattinsonom                         |
| 2010 | Scream Award                              | Mrk                             | Najljubša fantazijska igralka                                   | Da        |                                                       |
| 2010 | People's Choice Award                     | Mrk                             | Najljubša filmska igralka                                       | Da        |                                                       |
| 2010 | People's Choice Award                     | Mrk                             | Najljubša skupina na odru                                       | Da        | Skupaj z Robertom Pattinsonom in Taylorjem Lautnerjem |
| 2010 | People's Choice Award                     | Mrk                             | Najljubša filmska zvezdnica pod petindvajsetim letom            | Ne        |                                                       |
| 2010 | Nickelodeon Kids' Choice Award            | Mrk                             | Filmska igralka                                                 | Ne        |                                                       |
| 2011 | MTV Movie Awards                          | Mrk                             | Najboljši ženski nastop                                         | Da        |                                                       |
| 2011 | MTV Movie Awards                          | Mrk                             | Najljubši poljub                                                | Ne        | Skupaj s Taylorjem Lautnerjem                         |
| 2011 | MTV Movie Awards                          | Mrk                             | Najboljši poljub                                                | Da        | Skupaj z Robertom Pattinsonom                         |
| 2011 | Teen Choice Awards                        | Mrk                             | Izbira filmske igralke - Znanstvena fantastika/Fantazijski film | Ne        |                                                       |
| 2011 | Teen Choice Awards                        | Mrk                             | Izbira filmskega poljuba                                        | Ne        | Skupaj z Robertom Pattinsonom                         |
| 2011 | Teen Choice Awards                        | Mrk                             | Izbira filmskega poljuba                                        | Ne        | Skupaj s Taylorjem Lautnerjem                         |